# Ted White (auteur)
 (février 2021).
Si vous disposez d'ouvrages ou d'articles de référence ou si vous connaissez des sites web de qualité traitant du thème abordé ici, merci de compléter l'article en donnant les références utiles à sa vérifiabilité et en les liant à la section « Notes et références ».
Pour les articles homonymes, voir White.
Theodore Edwin White, né le 4 février 1938 à Washington, D.C. est un écrivain, rédacteur en chef et fan de science-fiction. Il est aussi critique musical. Il écrit et rédige sous le nom de Ted White. Il a également co-écrit des romans avec Dave van Arnam sous le nom de Ron Archer et avec Terry Carr sous le nom de Norman Edwards.

## Activités

### Les fanzines
Depuis son adolescence, White est un contributeur prolifique aux fanzines de science-fiction. En 1968, il remporte le prix Hugo du meilleur fan-auteur. White soutient que ses écrits dans les fanzines comptent plus pour lui que tout ce qu'il a fait professionnellement. En 1953, il édite et publie Zip, le premier de nombreux fanzines qu'il publie au cours des décennies suivantes. Il est aussi actif dans de nombreux événements de fans, tels que l'organisation de la World Science Fiction Convention de 1967 à New York en tant que co-président. En 2018, il est toujours actif sur plusieurs listes de diffusion orientées fandom et fanzine.

### Auteur de science-fiction
Phoenix, écrit en 1963 en collaboration avec Marion Zimmer Bradley, est la première histoire qu'il publie professionnellement. Il publie ensuite son premier roman en 1964 en collaboration avec Terry Carr, Invasion from 2500, sous le pseudonyme de Norman Edwards. Entre 1964 et 1978, il écrit deux séries de science-fiction et onze romans autonomes. Deux des romans ont été écrits en collaboration avec Dave van Arnam, un avec David Bischoff et un avec Marv Wolfman. White est nommé au prix Nebula de la meilleure nouvelle courte 1966 pour The Peacock King, écrite avec Larry McCombs. Finalement, il joue un rôle déterminant dans le lancement de la carrière professionnelle d'autres écrivains, tels que Lee Hoffman.

### Éditeur de fiction
White occupe le poste de rédacteur adjoint au Magazine of Fantasy & Science Fiction de 1963 à 1968. D'octobre 1968 à octobre 1978, il est le rédacteur en chef d'Amazing Stories et de Fantastic, améliorant la qualité de la fiction tout en présentant une variété d'illustrateurs talentueux. En même temps, il supervise deux anthologies, The Best from Amazing Stories et The Best from Fantastic. Sa réputation de rédacteur en chef impressionne les éditeurs de Heavy Metal qui l'engagent en 1979 pour présenter la non-fiction et la fiction en prose aux lecteurs du magazine. En 1985, il devient rédacteur en chef adjoint du magazine Stardate.

### Critique musical
En 1959, White déménage de Falls Church à New York avec sa première femme, Sylvia Dees White. Cette année-là, il écrit des critiques musicales pour Metronome et une chronique pour le Jazz Guide de Tom Wilson. Il est le seul à avoir enregistré une interview avec Eric Dolphy. En ligne, White devient l'éditeur musical de Collecting Channel en 1999 et il maintient son propre site Web de commentaires musicaux sous son pseudonyme de Dr. Progresso.

## Œuvres

### SérieQanar
1. (en) Phoenix Prime, 1966
2. (en) The Sorceress of Qar, 1966
3. (en) Star Wolf!, 1971

### SérieTanner
1. (en) Android Avenger, 1965
2. (en) The Spawn of the Death Machine, 1968

### Romans indépendants
- (en) Invasion From 2500, 1964Sous le nom de Norman Edwards, Écrit avec Terry Carr.
- (en) Lost in Space, 1967Écrit avec Dave van Arnam.
- (en) Secret of the Marauder Satellite, 1967
- (en) The Jewels of Elsewhen, 1967
- (en) Sideslip, 1968Écrit avec Dave van Arnam.
- (en) No Time Like Tomorrow, 1969
- (en) By Furies Possessed, 1970
- (en) Trouble on Project Ceres, 1971
- (en) The Oz Encounter, 1977Écrit avec Marv Wolfman.
- (en) Forbidden World, 1978Écrit avec David Bischoff.

### Nouvelles traduites en français
- Dansons dans les rues, 1968 ((en) Wednesday, Noon, 1968)Publiée dans la revue Fiction no 178, OPTA
- Odeur de seize ans, odeur de vanille, 1978 ((en) Sixteen and Vanilla, 1975)Publiée dans l'anthologie Univers 12, J'ai lu